# 佐藤浩二 (アナウンサー)
佐藤 浩二（さとう こうじ、1985年1月16日 - ）は、テレビ神奈川（tvk）の報道記者。元チューリップテレビアナウンサー。

## 来歴・人物
千葉県柏市出身。東京アナウンスセミナー（7期）卒業生。
2007年4月にチューリップテレビにアナウンサーとして入社。
テレビ神奈川に移籍。報道局報道部で記者として勤務している。
趣味は夕焼けウォッチング、一人旅、サッカー観戦。特技は他人の「似ている芸能人」を探すこと。

## 過去の出演番組
テレビ神奈川
- tvk参院選特番 第1部「選挙Link」 - 解説

チューリップテレビ時代
- イブニング・ニュースとやま - スポーツコーナー
- チューリップワイド THE NEWS - THE NEWS@スポ天
- 静岡発そこ知り（静岡放送、2009年7月8日） - 「なだぎ武のアルペンルート男旅！〜目指すは憧れの黒部ダム〜」案内人[3]
- 第12回 柴田理恵認定 ゆるゆる富山遺産'10冬 ハワイに負けない まったりムード満載スペシャル!（2010年1月1日） - リポーター[4]
- N6
- ミタイノコレクション - 佐藤浩二の富山に泊まろう[5]
- チューリップテレビNEWS